# 泉 (バレエ)

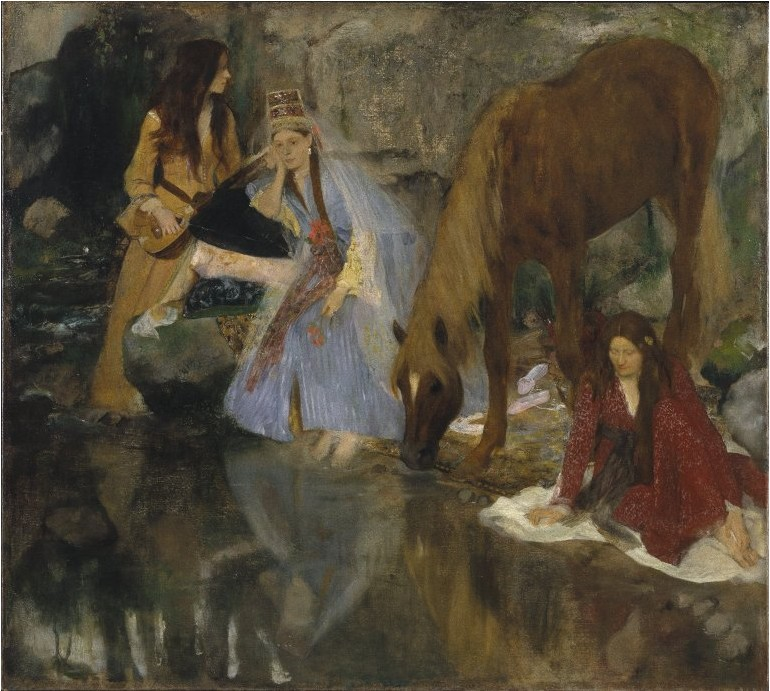
エドガー・ドガ作「バレエ『泉』でのウジェニー・フィオクル嬢』1908年

泉（いずみ、仏: La Source ）は、レオ・ドリーブとレオン・ミンクスの合作により、1866年に初演されたバレエである。

## 概要
1866年11月12日、パリ・オペラ座にて初演された。全3幕4場で、1幕と3幕2場はドリーブが、2幕と3幕1場はミンクスが作曲を担当した。ウィーンにおいては、この作品を『Naïla, die Quellenfee（ナイラ、水の精）』と呼んだ。
振付はアルテュール・サン＝レオン、台本はシャルル・ニュイッテルが手がけ、主演は泉の精ナイラ（Naïla）にグリエルミーナ・サルヴィオーニ（Guglielmina Salvioni）、ヌーレッダ（Nouredda）にウジェニー・フィオクル、ジェミル（Djémil）はルイ・メラントが演じた。
この作品は、スカラ座でも1875年から1876年にかけてサン・レオンの原振付に基づいてチェーザレ・マルツァゴーラ（Cesare Marzagora）が再振付を行って上演した。
1968年には、ジョージ・バランシンが再振付を行い、ヴィオレット・ヴェルディ（Violette Verdy）とジョン・プリンツ（John Prinz）の主演によりニューヨーク・シティ・バレエ団において11月23日に初演している。

## あらすじ
舞台はペルシャ。狩人のジェミルは、泉に毒を混ぜようとした悪人の企みを防ぐ。泉の精ナイラは、その返礼として彼とその恋人で隊商の娘ヌーレッダの恋を手助けする。